# Madeline
Madeline – bohaterka serii książek dla dzieci napisanych i zilustrowanych Ludwiga Bemelmansa, seriali animowanych (Nowe przygody Madeline) i filmu fabularnego z Hatty Jones. Wbrew obiegowej opinii i niektórym adaptacjom Madeline w książkowym oryginale nie jest sierotą, jej wychowawczyni – panna Clavel nie jest zakonnicą, zaś dom w którym żyją ona i jej koleżanki to internat, a nie sierociniec.

## Charakterystyka
Madeline jest amerykańską 7-letnią dziewczynką uczęszczającą do katolickiego internatu w Paryżu. Madeline jest najdrobniejsza z całej klasy, a także jako jedyna ma rude włosy. Jednocześnie jest najbardziej spontaniczną i najodważniejszą z dziewczynek. Gdy spadła z mostu do wody, w ostatniej chwili uratowała ją bezdomna suka, którą potem reszta dziewczynek z panną Clavel zaadoptowały i nazwały ją Genevieve. Jednym z przyjaciół Madeline jest Pepito, syn mieszkającego obok hiszpańskiego ambasadora, który był początkowo nieznośnym i okrutnym chłopcem, ale potem zmienił swe nastawienie.

## Literatura
Madeline została napisana w brytyjskiej odmianie języka angielskiego przez Ludwiga Bemelmansa i wydana w 1939 roku. Opowiadała o tym jak Madelina trafiła do szpitala z powodu wyrostka robaczkowego. Bemelmans napisał i zilustrował pięć następnych książek w latach 1953-1961. Późniejsze książki z serii zostały napisane przez jego wnuka, Johna Bemelmansa-Marciano. Większość ilustracji pokazuje klasyczne paryskie widoki takie jak Wieża Eiffla czy Sekwana. Do 1998 roku seria sprzedała się w ilości ok. powyżej 15 milionów egzemplarzy.

## Adaptacje

### Film
W 1952 roku wytwórnia United Productions of America wyprodukowała animowaną krótkometrażowy Madeline, adaptującą pierwszą książkę z serii. Film był nominowany w 1952 roku do Oscara za najlepszy krótkometrażowy film animowany.
W 1959 roku wytwórnia Rembrandt Films zekranizowała dla celów edukacyjnych Madeline's Rescue, Madeline and the Bad Hat i Madeline and the Gypsies. Te dwie ostatnie weszły w skład antologii filmowej Alice of Wonderland in Paris z 1966 roku.
W 1998 roku wytwórnia TriStar Pictures w koprodukcji z francuską Jaffilms stworzyła aktorską ekranizację Madeline. W roli tytułowej wystąpiła Hatty Jones, zaś w roli panny Clavel Frances McDormand. Scenariusz został oparty na czterech pierwszych książkach z serii, jednak w tej wersji Madeline to sierota, a panna Clavel jest zakonnicą.

### Telewizja
W 1960 roku książki z serii Madeline zostały zaadaptowane w jednym odcinku The Shirley Temple Show dla NBC.
W 1988 roku DIC Enterprises zaadaptowało pierwszą książkę z serii do animowanego filmu telewizyjnego dla HBO. Następnie w latach 1990-1991 zekranizowano w tej samej formie pozostałe książki stworzone przez Bemelmansa przez CINAR dla Family Channel. W 1993 roku DIC Enterprises wyprodukował kontynuował animacje w postaci serialu telewizyjnego pt. Nowe przygody Madeline, który również był emitowany na Family Channel. We wszystkich produkcjach rolę narratora zagrał Christopher Plummer. W latach 2000–2001 serial był kontynuowany dla Disney Channel, zaś w rolę narratora wcielił się Christopher Gaze.
Serial doczekał się trzech pełnometrażowych kontynuacji. W 1999 rok Buena Vista Home Video wydał na rynek domowy Madeline zaginęła w Paryżu (ang. Madeline: Lost in Paris), w którym Madeline zostaje pod opieką zaginionego przed laty wujka z Austrii. Film przeczy serialowemu kanonowi i przedstawia Madeline jako sierotę, której rodzice zmarli wiele lat temu, kiedy w serialu było pokazane, iż ma żyjącego ojca.
W 2002 roku, w ramach serii filmów telewizyjnych DIC Movie Toons, DIC wyprodukowało Madeline (ang. My Fair Madeline) wyemitowany 17 listopada 2002 roku na antenie Nickelodeon, a następnie wydany na rynek domowy przez MGM Home Entertainment. Film koncentrował się na Madeline próbującej złapać dwóch złodziei w Luwrze i jej perypetiach w londyńskiej pensji. Większość obsady głosowej została zmieniona, zaś w rolę panny Clavel wcieliła się Whoopi Goldberg.
W 2005 roku DIC wyprodukował ostatni film w ramach Nowych przygód Madeline – Madeline in Tahiti. Został wydany na DVD w niektórych regionach w 2007 roku, zaś w Stanach Zjednoczonych na iTunes i Amazon Video w 2015 roku. Część z obsady głosowej Madeline powtórzyły swoje role, a niektóre postacie zyskały nowych aktorów głosowych.

## Audiobooki
Książki z serii Madeline w formie audiobooków pojawiła w latach 70. jako płyty winylowe. Płyta zazwyczaj składała się z mieszanki opowiadań i piosenek.
Ścieżka dźwiękowa z Nowych przygód Madeline została wydana dwukrotnie. Pierwsza płyta, Madeline's Favorite Songs wydana została w 1995 roku i zawierała 16 utworów muzycznych z sześciu odcinków specjalnych, skomponowanych przez Joe Raposo i Jeffreya Zahna z tekstami Judy Rothman i Howarda Ashmana. Druga płyta, Hats off to Madeline, została wydana w 1996 roku. Zawierała 17 utworów muzycznych z właściwego serialu z muzyką Andy'ego Streeta i tekstem Judy Rothman. Wraz ze wznowieniem serialu w 2002 roku wydano płytę Sing-A-Long With Madeline, zawierającą 27 utworów z odcinków z lat 2000-2001. Ponownie za ich stworzenie odpowiadali Andy Street i Judy Rothman.

## Gry komputerowe
W latach 1995–1999 firma Vortex Media Arts we współpracy z DIC Entertainment opracowały serię edukacyjnych gier przygodowych typu Wskaż i kliknij na PC z systemami Windows i Mac. Gry została wyprodukowana na bazie Nowych przygód Madeline. 
Pierwsza gra, Madeline and the Magnificent Puppet Show: A Learning Journey, została wydana jesienią 1995 roku, co zbiegło się z premierą Nowymi przygodami Madeline.
Gry zostały opublikowane kolejno przez Creative Wonders, Learning Company i Mattel Interactive. Seria gier była sukcesem komercyjnym, a poszczególne gry często pojawiały się na listach najlepiej sprzedających się gier. Krytycy chwalili gry za koncentrację na edukacji, styl animacji oraz zapoznanie amerykańskich dzieci z europejską kulturą. 

## Zabawki
Zabawki Madeline były produkowane przez Eden Toys LLC, od momentu nabycia przez Learning Curve. W latach 90. najpopularniejsza była szmaciana lalka Madeline z charakterystycznym pół-uśmiechem i blizną po wyrostku robaczkowym. Lalka Madeline od Eden Toys otrzymał nagrodę Toy of the Year za najlepszą zabawkę specjalną podczas pierwszej dorocznej nagrody Toy Of The Year w 2000 roku.